# 黑姆森
黑姆森是德国下萨克森州的一个市镇。总面积39.38平方公里，总人口1741人，其中男性869人，女性872人（2011年12月31日），人口密度44人/平方公里。